# Miriza bohemani
Miriza bohemani är en insektsart som först beskrevs av Stsl 1859.  Miriza bohemani ingår i släktet Miriza och familjen Nogodinidae. Inga underarter finns listade i Catalogue of Life.